# IC 1215
IC 1215 — галактика типу SB/P () у сузір'ї Дракон.
Цей об'єкт міститься в оригінальній редакції індексного каталогу.